# Alagoa (Portugal)
Alagoa is een plaats (freguesia) in de Portugese gemeente Portalegre en telt 715 inwoners (2001).